# Irena Bąk-Prokopiuk
Irena Bąk-Prokopiuk (ur. 5 kwietnia 1958 w Szczecyniu) – polska niepełnosprawna lekkoatletka, mistrzyni paraolimpijska.

## Życiorys
W dzieciństwie utraciła wzrok. Ukończyła zasadniczą szkołę zawodową. Była zawodniczką klubu Start Lublin. 
Dwukrotna uczestniczka igrzysk paraolimpijskich (startowała w kategorii A). Na zawodach w 1976 roku w Toronto zdobyła złote medale w pchnięciu kulą i biegu na 60 metrów. Cztery lata później na igrzyskach w Arnhem nie zdobyła medalu – zajęła 4. miejsce w biegu na 60 m, 7. lokatę w rzucie oszczepem i 12. pozycję w pchnięciu kulą.
Od lat 80. pracowała w Spółdzielni Pracy Inwalidów im. Modesta Sękowskiego w Lublinie. W 2000 roku była tam zatrudniona na wydziale elektrotechnicznym.
Jej mężem był Zbigniew Prokopiuk (uprawiał goalball). Mieli razem córkę Martę i syna Macieja. W 2000 roku nie byli małżeństwem.

## Igrzyska paraolimpijskie
| Rok  | Miejscowość | Konkurencja      | Wynik   | Pozycja     | Źródło |
| ---- | ----------- | ---------------- | ------- | ----------- | ------ |
| 1976 | Toronto     | Bieg na 60 m A   | 9,10 s  | 1. miejsce  | [ 3 ]  |
| 1976 | Toronto     | Pchnięcie kulą A | 6,34 m  | 1. miejsce  | [ 4 ]  |
| 1980 | Arnhem      | Bieg na 60 m A   | 9,28 s  | 4. miejsce  | [ 5 ]  |
| 1980 | Arnhem      | Pchnięcie kulą A | 6,00 m  | 12. miejsce | [ 6 ]  |
| 1980 | Arnhem      | Rzut oszczepem A | 11,64 m | 7. miejsce  | [ 7 ]  |